# لوتشو دالا
لوتشو دالَّا (بالإيطالية: Lucio Dalla)‏ (بولونيا 4 مارس 1943 - مونترو 1 مارس 2012) موسيقار وشاعر وممثل إيطالي. يعد عازف الجاز  لوتشو دالَّا أحد أهم مؤلفي الأغاني الإيطاليين إبداعًا، فقد خاض في كثير من الألوان الموسيقية في رحلته في البحث الدائم عن آفاق موسيقية جديدة، متعاونًا بذلك ومشاركًا في الغناء مع العديد من الفنانين ذوي الشهرة المحلية والدولية. عمل دالا في البداية في التأليف الموسيقي فقط، ولكنه بدء بعد ذلك في كتابة وتأليف أغانيه. كان لوتشو يعزف على البيانو والساكسفون والكلارينيت طوال حياته المهنية الطويلة، التي بلغت الخمسون عامًا، بيد أنه بدء العزف على آلتي الساكسفون والكلارينيت منذ نعومة أظافره.
ولقد مر إنتاجه الفني بعدة مراحل، بدءًا من موسيقي البيت إلى التجريب الإيقاعي والموسيقي، إلى مرحلة المغن المؤلف، وصولًا إلى سبر أغوار الأوبرا والموسيقى الكلاسيكية. وكان معروفًا أيضًا خارج إيطاليا حيث تُرجمت بعض أغانيه إلى لغات عدة ولاقت نجاحًا كبيرًا.

## السيرة الذاتية
من الصعب تصنيف أو وصف موسيقاه، نظرًا لمسيرته المهنية الطويلة وقدرته الكبيرة على الابتكار. ولتسهيل عملية الفهم، يمكن تلخيص إنتاجه الفني في أربع فترات رئيسية: البدايات والمشاركات العديدة في مهرجان سان ريمو بين عامي (1962 و1972)، ثم التعاون مع روفيرسي بين عامي (1973 و1976)، ثم مرحلة النضوج الفني بين عامي (1977 و1996)، وفي النهاية مرحلة موسيقي البوب في السنوات الأخيرة بالتناوب مع العديد من التجارب الموسيقية الكلاسيكية والأكاديمية.

### مرحلة الطفولة

لوتشو دالَّا في عام 1949 عندما كان في السادسة أثناء أداء مسرحي في المدرسة

عمل والده جوزيبه دالَّا (1896-1950) مديرًا في نادي الرماية. وذكره لوتشو في إحدى أغانيه وهي يا لعمق البحر! حيث قال:«أبي لقد كنت صيادًا عظيمًا للسمان والتدارج.» وكانت أمه لوليه موليتي المولودة عام 1901 والمتوفاة عام 1976 تعمل في مهنة خياطة الملابس، وكانت أيضًا ربة منزل. قضي لوتشو طفولته المبكرة في بولونيا، وعندما مات والده في عام 1950 بسبب مرض السرطان قررت أمه إلحاقه بكلية بيوس العاشر الأسقفية في تريفيزو، حيث قضى المرحلة الابتدائية التي بدء فيها بتقديم العروض المسرحية الصغيرة. تحدث دالًا عن موت والده في بعض المقابلات الصحفية في بداية الثمانينات فقال: «كنت في السابعة، أحسست بالفقدان الشديد وكنت أحدث نفسي مشفقًا عليها قائلًا: من اليوم أنت وحيد مثل الكلب» وعاد ليقول: «هكذا تعلمت أن اجعل من حياتي نموذجًا للعزلة، حيث كنت ابحث عن العزلة وأعيشها كلحظة ضرورية لقراءة الوجود قراءة صحيحة.»

### مرحلة المراهقة وشغفه بموسيقى الجاز
ظهر شغف لوتشو دالَّا بموسيقى الجاز في مرحلة المراهقة. وذلك عندما أهداه فالتر فانتوتسي كلارينيت في عيد ميلاده العاشر. تعلم لوتشو دالَّا العزف على آلة الكلارينيت، وعلم نفسه بنفسه ومن ثم اشترك في العزف من بعض فرق الهواة في المدينة. أصبح لوتشو دالَّا بعد ذلك عازفًا للكلارينيت في إحدى فرق الجاز في مدينة بولونيا، حيث كان يعزف المخرج السينمائي بوبي أفاتي أيضًا وعندما أحس أفاتي بأن لوتشو سيخطف الأضواء منه ترك الفرقة الموسيقية ووجد مستقبله في السينما. في تلك الفترة التقي لوتشو بعازف البوق الأمريكي الكبير شيت بيكر. وقد دعاه بيكر الذي كان يعيش في بولونيا في تلك الفترة أكثر من مرة لمشاركته في العزف على الكلارينيت.

## الثمانينات

### ألبوم «كيو ديسك» ونشأة فرقة «الاستاد»

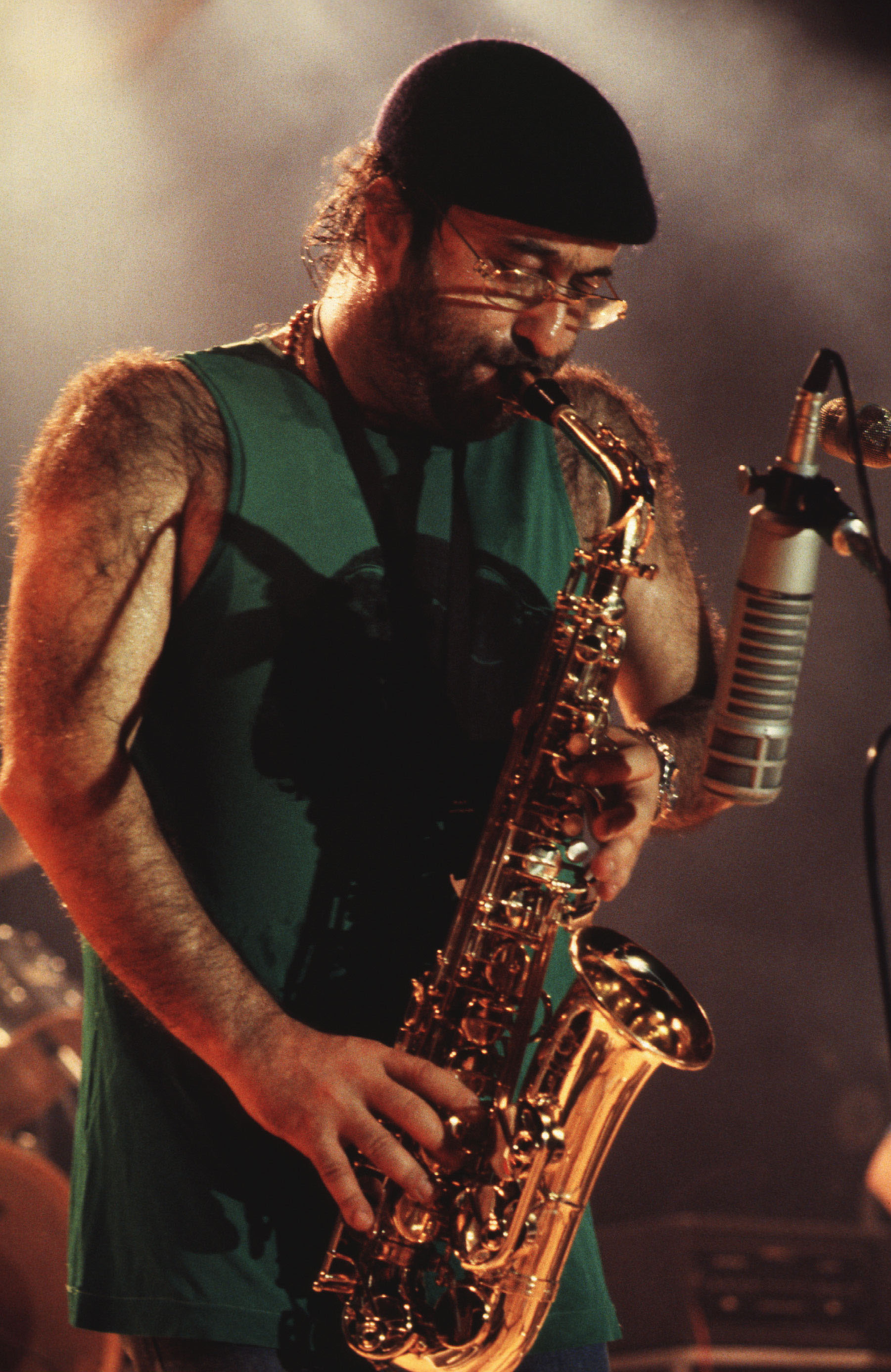
لوتشو دالا يعزف الساكسفون في أوائل الثمانينات

في عام 1981 أصدر لوتشو دالَّا ألبومه المسمى «كيو ديسك»، والذي لم يكن ألبومًا في الواقع، ولكنه كان تسجيلًا جديدًا. في ذلك العام طرح لوتشو دالَّا ألبومه في الأسواق عن طريق شركة «آر.سي.ايه» للتسجيلات من أجل تشجيع الفنانين الجدد واستيعاب مطربين موجودين بالفعل. حتى وإن كان ذلك الألبوم مصغرًا، إلا أن معظم النقاد صنفوه تحت فترة «النضج الفني»، معتبرين إياه نوعًا لإنهاء الألبومات السابقة وفي الوقت ذاته للاسترسال فيها. لقد أحرزت الأغنية الافتتاحية نجاحًا كبيرًا، وجاءت بعنوان «اتصل بي بعد عشرين عامًا». وتعد تلك الأغنية مقطعًا ساخرًا ضد الهوس المعلوماتي، حيث استهدفت بعض الأشياء الرمزية والتي تنتمي لوسائل الإعلام مثل: التلفزيون والهاتف. يجدر بنا ذكر أغنية «سلام عليكِ» أيضًا، حيث كانت ذات لهجة شديدة وساخرة. وفي نهاية الألبوم كانت هناك موسيقي أغنية «لقد حصلت على صديق» لكارول كينج. في غضون ذلك أنتج لوتشو ألوب لرينتسو زينوبي تحت عنوان «الهاتف الإلكتروني»، حيث قدم صوته في أغنية «تايتل تراك».
في نهاية عام 1981، قرر لوتشو دالَّا ممارسة مهنة موازية، معلنًا بخروج تلك الإسطوانة عن ولادة فرقة «الأستاد. ويذكر جايتانو كوريري أن اسم الفرقة رأى النور خلال جولة»جمهورية الموز «حيث أن التجارب اليومية المرهقة للإعداد للحفل كانت تتخذ دائمًا في الاستاد مسرحًا لها ومن هنا نشأ اسم الفرقة». في عام 1982 قرر الممثل والمخرج كارلو فيردوني أن يهدي للوتشو دالّا فيلمًا، وجاء تحت عنوان«البروتالكو» ويحكي قصة فتاة -قامت بدورها الفنانة إليونورا جورجي- كانت تحاول بكل الطرق الممكنة أن تتعرف على مطربها الذي تعشقه، والذي كان بطبيعة الحال لوتشو دالًا. وبمناسبة الفيلم تم إصدار أغنية «جارنديه فيليو دي بوتانا»، والتي توجد أيضًا في الألبوم الأول للفرقة والتي كتبها لوتشو دالَّا وجايتانو كوريري وجوفاني بيتسولي والتي ستجعل الفنانين الثلاثة يفوزون بجائزة دافيد دوناتيللو والشريط الفضي لأفضل موسيقي تصويرية. وذكر فيردوني بعضًا من كواليس الفيلم حيث قال إن المنتج ماريو تشيكي كتب اسمه على الملصق بأحرف كبيرة، وكتب اسم فيردوني والذي أخرج الفيلم بأحرف صغيرة. كما قال إن لوتشو دالَّا كان غاضبًا، وأنه لا يزال يذكر مكالمته الهاتفية والتي قال فيها فلتتمنى أن يعجبني الفيلم، سأذهب لمشاهدته الليلة. وبعد عدة ساعات اتصل به من إحدى دور السينما في بولونيا ليهنئه وقال له أنه كان جيدًا.
وبالعودة إلى موضوع نشأة فرقة «الاستاد» الغنائية، أكد غايتانو كوريري أنه لم يقع الاختيار عليه في البداية ليكون مغنيًا للفرقة، حيث كان هناك مغني آخر. وكان لوتشو دالَّا هو من أقنع كوريري بالغناء مع فريق الاستاد، متغلبًا بذلك على التردد الكبير الذي كان يعصف بفكر كوريري. وفي نفس اللقاء أكد أنه في الألبومات الأولى كان يقلد صوت لوتشو دالَّا.
وذكر على سبيل المثال كيف اقتنعت أورنيلا فانوني عند سماعها لأغنية «جرانديه فيليو دي بوتانا» أن المغني كان دالَّا وليس كوريري وأكدت حيرتها عند معرفتها للحقيقة. استمر التعاون بين الفرقة الغنائية الجديدة ولوتشو دالّا طوال عقد الثمانينات.

### النجاح الدولي لأغنية «كاروسو»

لوتشو دالا في برنامج "فانتاستيكو 7" يقدم أغنية كاروزو للمرة الأولى في عام 1986

في شهر مارس عام 1986 غادر لوتشو دالَّا في جولة مع فرقة «الاستاد» لإقامة سلسلة من الحفلات الموسيقية في الخارج والتي توجت بعروضهم في الولايات المتحدة الأمريكية. وفي هذا الصدد خصص التلفزيون الإيطالي «راي» فقرة خاصة للحفل الذي أقيم في «فيليج جيت في نيويورك» في الثالث والعشرين من مارس عام 1986، حيث حكى دالَّا بين كل أغنية وأخرى خبرته وتجاربه في الولايات المتحدة. وبعد ذلك تم إصدار ألبوم مزدوج من العروض المباشرة تحت اسم «دالَّا أميريكاروسو». وكانت أغنية كاروسو هي الأغنية الوحيدة الجديدة في الألبوم والتي تحكي الأيام الأخيرة في حياة التينور العظيم «إنريكو كاروسو» والتي أهدت للوتشو نجاحًا استثنائيًا.
تعتبر أغنية «كاروسو» والتي بيع منها حوالي 9 ملايين نسخة في العالم بأكمله إحدى الأغاني الكلاسيكية الإيطالية. وبمرور السنين، أدى العديد من المغنيين من جنسيات مختلفة الأغنية، ومن بينهم نذكر: مرسيدس سوسا وسيلين ديون ومايكل بولتون ولارا فابيان وخوليو إجلسياس وأندريا بوتشيلي ولوتشانو بافاروتي. وفي يومنا هذا ترجمت الأغنية للعديد من اللغات وبيع منها أكثر من 38 مليون نسخة. في الثامن والعشرين من فبراير عام 2008 وخلال الدورة الخامسة والثمانين لمهرجان سان ريمو، أوضح رئيس الجمعية الإيطالية للمؤلفين والناشرين جورجو أسوما أن أغنية «كاروسو» جاءت في المركز الثاني من بين أكثر الأغنيات الإيطالية المعروفة على المستوي العالمي وجاءت في المركز الأول أغنية «نيل بلو ديبنتو دي بلو» للمغني الإيطالي الشهير دومينيكو مودونيو.
وفي مقابلات صحفية مختلفة أوضح دالَّا كيف نشأت الأغنية، فيقول: "إنها أغنية من القلب، ولدت بعد رحلة غير متوقعة وقاسية إلى سورينتو في نابولي، فبعدما تعطل قاربي، اضطررت للتوقف على الساحل وأقمت في نفس الفندق ونفس الغرفة التي أقام فيها من قبل التينور العظيم إنريكو كاروسو. وبعد تناول العشاء مع موظفي الفندق حكوا لي قصة الحب المؤثرة والتي دارت أحداثها بين إنريكو كاروسو -الذي كان يعاني في تلك الفترة من مرض في رئتيه مما منعه من الغناء- وتلميذته الشابة التي كان يعلمها الغناء. تأثرت كثيرًا من تلك القصة، وبعدها ذهبت إلى غرفتي وشرعت في مشاهدة صور التينور العظيم، والبيانو القديم، ومنظر خليج سورينتو الساحر، ومن هنا تولد الإلهام في داخلي والذي جعلني أؤلف الأغنية والموسيقي. وهكذا ولدت أغنية «كاروسو» بمحض الصدفة." ويذكر دالَّا أن تلك الأغنية ولدت بالصدفة، ستصبح إحدى الأغاني الإيطالية الأكثر شهرة في العالم. ويقول مقدم البرامج التلفزيونية بيبو باودو أن لوتشو دالَّا كان مترددًا في البداية. ويحكي أنه لم يكن يشعر أن لديه القدرة على غنائها نظرًا لكون الأغنية مكتوبة بلهجة نابولي ولكونه من مقاطعة إيميليا رومانيا. ويؤكد بيبينو دي كابري أنه كان أول شخص سمع الأغنية، حيث سمعها في اليوم التالي لكتابتها، ويقول: «جاء لوتشو إلى شركة التسجيلات الخاصة بي في نابولي وسألني عن رأيي، ثم اقترب من البيانو وبدأ يعزف ويغني، وبقيت أنا مندهشًا ودمعت عيناي لسماعها. ثم سألني: هل أعجبتك؟ وأجبته: فلتهدئ ستحقق هذه الأغنية نجاحًا عالميًا.»

### التعاون مع جاني موراندي

دالَّا مع موراندي في خلال جولتهما في عام 1988

في شهر يونيو عام 1988 ظهرت تجربة جديدة وهي تجربة التعاون بين دالَّا وموراندي حيث أصدر الاثنان ألبومًا بعنوان «دالَّا-موراندي». احتوى الألبوم على 15 أغنية وبيعت منه مليوني نسخة. احتوى الألبوم على بعض الأغاني الناجحة للمغنيين، بالإضافة إلى العديد من الأغاني التي كتبها دالَّا، وموجول، وماريو لافيتسي، وفرانكو باتياتو، وفرقة «الاستاد»، ورون.
جاءت الأغنية الافتتاحية بعنوان "حياة"، وكتبها موجول ولحنها ماريو لافيتسي والتي مثلت بالنسبة لموراندي نقطة انطلاق جديدة للعودة مباشرة ليأخذ مكانه بين كبار المغنيين الإيطاليين. وفيما يتعلق بالأغنية يذكر ماريو لافيتسي أنه في البداية كان من المقرر أن تسمى الأغنية "الملائكة القذرة" وكانت بدايتها تقول: "أؤمن بكِ يا عزيزتي" وكانت مهداة إلى فتاة لديها بعض المشاكل، ولكن عدل دالَّا بعض الأشياء في الأغنية، حيث غير كلمة "عزيزتي" إلى كلمة "حياة. أعجب دالَّا بكلمات الأغنية في الحال، حيث كان يبحث عن بعض الأغاني للألبوم الجديد مع موراندي، لأن فكرة الألبوم كانت محض صدفة.
هناك العديد من الأغاني التي تستحق الذكر في هذا الألبوم. في المقام الأول تأتي أغنية «اسأل من هم البيتلز» لموراندي وأغنية «كان هناك صبيًا مثلي يحب فرقتي البيتلز والرولينج ستونز» لدالَّا وأغنية «إيميليا» والتي كتبها فرانشيسكو جوتشيني ولحنها دالَّا، وغناها دالَّا وجوتشيني مع موراندي. في النهاية لا ينبغي علينا أن نغفل أغنية «ماذا سيتبقى مني» والتي كتبها باتياتو وأغنية «قلوب يسوع» والتي لحنها ريكاردو كوتشانتي وأغنية «سعادة» التي كتبها دالَّا بنفسه.
وبعد نجاح الألبوم انطلق دالَّا وموراندي في جولة ناجحة وطويلة في أكثر أماكن الفن سحرًا في إيطاليا. كانت تلك هي الجولة الأخيرة التي اشترك في الفنانان مع فرقة «الاستاد» وكانوا يغنون الأغاني بالتبادل، قاصين بذلك حكايتهم للجمهور الذي كان يتدخل كثيرًا في جميع الحفلات. وأقيمت المرحلة الأخيرة من الجولة في المسرح اليوناني في سيراكوزا، مصحوبة ببث تلفزي مباشر على القناة الإيطالية الأولى «راي 1».
وعلى صفحات جريدة «لاريبوبليكا» الأسبوعية علق جينو كاستالدو على عروضهم قائلًا: «إن الذي يجمعهم هو كونهم من إقليم إيمليا، والذي يفرقهم هو انتمائهم لثقافتين مختلفتين من الأغنية الإيطالية. من ناحية يوجد موراندي الذي يغني مشاعر شفافة بقلب مفتوح، ومن الناحية الأخرى يوجد دالَّا مؤلف الأغاني الممتاز الذي يظهر الجانب المثير للقلق وغير المتوقع للمشاعر. تعتبر رؤيتهم سويًا أمرًا غريبًا، حيث تجعل المرء يظن أنه أمام تيارين ذوقيين وتعبيريين يواجهان بعضهما بعضًا، باحثين عن طريق للحوار كما لو كنا في تسوية تاريخية موسيقية.»

## التسعينيات

### احذروا الذئب وقصص آخرى

لوتشو دالَّا في أثناء عرض تلفزيوني في عام 1990 وهو يغني "احذروا الذئب"

لوتشو دالَّا في مهرجان السينما

أصدر لوتشو دالَّا ألبوم «كامبيو» في أكتوبر 1990. لا يخفي عنوان الألبوم الذي اختاره دالَّا رغبته في إعادة تشكيل وتعريف صورته من جديد، حتى ولو كان على حساب موضوع الألبوم. سيتم التأكيد على هذا الطريق الجديد والذي يعد أول خطوة في مرحلة موسيقي البوب التي ميزت السنوات الأخيرة في حياة لوتشو دالَّا في الألبومات اللاحقة وفي التسعينيات بشكل عام. لم تتغير قدرة لوتشو دالَّا على جذب الجماهير العريضة إلى فنه، على الرغم من تغير مسار أغانيه. حقق هذا الألبوم مليون ونصف نسخة من المبيعات، والذي يجعله واحدًا من أكثر الألبومات الإيطالية مبيعًا على مر السنين. أشار الصحفي الإيطالي جان كارلو ترومبيتي في مقال نشر مؤخرًا، بعد وفاة لوتشو دالَّا، إلى أغنية «احذروا من الذئب» وأكد على أنه كان من المفترض في الأصل أن يغنيها رون وليس لوتشو دالَّا، بيد أن الأخير نجح في إقناعه أن يعطيها إياه كي يغنيها. لم يحصل لوتشو دالَّا على كلمات الأغنية كهدية من صديقه رون، ولكنه نجح في الحصول عليها لإصراره المستمر. ويذكر الصحفي أن دالَّا تحدث مع رون وقال: «إن الناس يرونك جاد جدًا، ويرونني كمهرج مضحك، لا يمكنني تصورك وأنت تغني أغنية كهذه، أما أنا فيمكنني فعل ذلك.»
تكمن رؤية لوتشو دالَّا العظيمة في فكرة مسرحة أغنية «احذروا الذئب» حيث صور في شريط الفيديو كليب المرفق معها، عرضًا للباليه في الظل في خيمة للسيرك، وبجانبه فتاتين، إحداهما كانت المغنية إيسكرا ميناريني. لاحقًا اكتسبت الأغنية شهرة كبيرة، مما دفع بالألبوم إلى قمة التصنيفات الفنية. حققت الأغنية نجاحًا باهرًا مما دفع بالألبوم كله إلى النجاح التجاري، ولكنها من الناحية الأخرى أغفلت بعض الأشياء الأكثر أهمية، والتي عادت مع مرور الوقت لمكانها الصحيح ولاكتساب قيمتها من جديد. بالإضافة إلى الأغنية السابقة، توجد العديد من الأغاني التي بلا شك تستحق الذكر مثل: أغنية «الطيور المهاجرة» التي لحنها ماورو مالفاسي، وأغنية «الشيوعي» والتي كان قد كتبها مع روبيرتو روفيرسي ولكنه نقح النص بعد ذلك.
دائمًا في نفس العام، وبالتحديد في 25 أكتوبر 1990، التقي لوتشو دالَّا فيديريكو فليني في قناة راي ستيريو 2 الإذاعية. تحدث الفنانين في لقاء ممتع-متبادلين الآراء والانطباعات المشتركة-عن المشاعر الحزينة والعاطفية التي تحدثها الموسيقي في نفس من يسمعها.

## العقد الثاني من القرن الواحد والعشرين

### التعاون من جديد مع فرانشيسكو دي غريغوري
بدأ عام 2010 بخبر غير متوقع، حيث أصدرت كل الصحف الإيطالية خبرًا في اليوم الثاني من شهر يناير بأن لوتشو دالَّا سيقيم حفلًا مع فرانشيسكو دي غريغوري في إحدى صالات الديسكو التاريخية في مدينة نوناتولا والذي يدعى «فوكس كلوب» في الثاني والعشرين من نفس الشهر، تحت اسم العمل في تقدم. حقق العرض نجاحًا كبيرًا في المبيعات وكان بمثابة افتتاح لسلسلة من الحفلات أعلن عنها بمناسبة حفل نوناتولا والتي ستقام في شهر مايو في مدينتي روما وميلانو. وبهذا الحفل وبعد أكثر من ثلاثين عامًا على جولات جمهورية الموز، عاد المغنيان للعمل سويًا، على الرغم من تواجدهم على المسرح في حفل رأس السنة والذي أقيم في أسيزي والذي بثه التلفزيون الإيطالي في عام 1998، حيث غنى الاثنان أغنية «كوزا سارا». في الواقع، امتلكت دالَّا رغبة عارمة في العودة للغناء مع صديقه وزميله الروماني. ففي عام 2009 في مقابلة مع تلفزيون وراديو لاريبوبليكا أكد دالَّا على أنه موافق تمامًا على العودة للعمل مع فرانشيسكو دي غريغوري عند سؤاله عن إمكانية التقارب فيما بينهما من جديد. وفي نفس العام، وبعد مرور ثلاثين عامًا على اللقاء الأول في جولات جمهورية الموز وخلال الحفل الذي أقامه دالَّا في ميدان كاستيلو في مانتوفا، قدم فرانشيسكو دي غريغوري للجمهور حيث غنوا سويًا أغنية «القديسة لوتشيا». وستكون تلك الأغنية مقدمة وبادرة لتعاونهم المستقبلي الجديد. ولم يكن اختيار أغنية «القديسة لوتشيا» عشوائيًا. حيث أكد دالَّا في الحفل الذي أقيم في نوناتولا أن أغنية «القديسة لوتشيا» هي أغنيته المفضلة، وأكد على أنه تأثر لسماعها في أول مرة، حيث كان يقود بمفرده على الطريق السريع وسمعها لكي يثير مشاعره.
بدأت جولتهم رسميًا في ربيع عام 2009، ولم يقيموا حفلاتهم في ملاعب كرة القدم كما اعتادوا أن يفعلوا منذ ثلاثين عامًا، ولكن في الميادين في جميع أنحاء إيطاليا. وامتدت تلك الجولة لعام 2010 ولجزء من عام 2011. ويجدر بنا أن نذكر، مشاركتهم في حفل الأول من مايو لعام 2011، والتي شكلت الجزء الأهم في ذلك الحفل. وجاءت ثمرة تلك الحفلات الموسيقية في نشرهم لألبوم «العمل في تقدم» والذي كان يحتوي على 29 أغنية تحكي التاريخ الموسيقي الكامل لكلا المغنيين.
ويحتوي الألبوم أيضًا على ثلاث أغاني لم تعرض من قبل، وهي: "لايكفي معرفتك للغناء، وجران توريزمو، والقواد -والتي هي في الأصل أغنية لجوليو برامر-. ولم تظهر في الجولة أغنية "ولكن مثلما يفعل البحارة ذلك" والتي ميزت الجولة السابقة. وكان قرار عدم غناء تلك الأغنية رمزيا جدًا، حيث أن المغنيين قررا عدم غناء أي أغاني من الماضي، فكان هدفهم عدم إحياء الماضي، ولكن كتابة أغاني جديدة لكي تكون صفحة جديدة وهامة في حياتهما المهنية. وصعد لوتشو وفرانشيسكو على المسرح لآخر مرة في مساء 20 مايو عام 2011 في سانت فينسينت، مختتمين بذلك جولتهم الاستثنائية والتي استمرت لأكثر من عام.

### الألبوم المجمع الأخير والعودة إلى مهرجان سان ريمو
في الثامن من نوفمبر عام 2011 وبعد عامين من إصدار ألبوم «زوايا في السماء» صدر الألبوم الجديد بعنوان «هذا هو الحب». وكان الألبوم عبارة عن قرص مدمج ومزدوج واحتوى على أغاني للحب فقط، كتبها دالَّا مابين عاملي 1971 و2009. وجاء الألبوم بعد أغنية «حتي ولو مر الوقت» والتي غناها لوتشو في الإذاعة.
وفي نهاية شهر يناير عام 2012، نشرت مجلة «رولينغ ستون» الشهيرة قائمة خاصة بالألبومات الإيطالية الأكثر جمالًا على مر العصور، وظهر لوتشو دالَّا في هذه القائمة وجاء في المركز الأربعين. وفي الرابع عشر من فبراير عاد مرة أخرى للمسرح في مهرجان سان ريمو بعد مرور 40 عامًا على مشاركته فيه، وصاحبه في هذا الحفل المغني الشاب بييردافيديه كارونيه حيث غني الاثنان أغنية «ناني» التي ألفها بييردافيديه. وفي هذه المناسبة لعب دالَّا دور المغني ودور مايسترو للأوركسترا، كما فعل فرانكو باتياتو في عام 2011، مع المغني لوكا مادونيا. وفي الثامن عشر من فبراير، في الحفلة الختامية، غني لوتشو دالَّا الأغنية من جديد، وكان تلك الظهور هو الظهور التلفزيوني الأخير له. وفي السابع والعشرين من نفس الشهر بدأ جولته الأوروبية الجديدة من لوكيرنا في سويسرا، حيث أقام حفلة بعد ذلك في زيورخ في الثامن والعشرين من فبراير وفي مونترو في التاسع والعشرين من نفس الشهر، على مسرح سترافينسكي للحفلات الموسيقية والذي أقام عليه حفلته الموسيقية الأخيرة والنهائية.

## موته المفاجئ

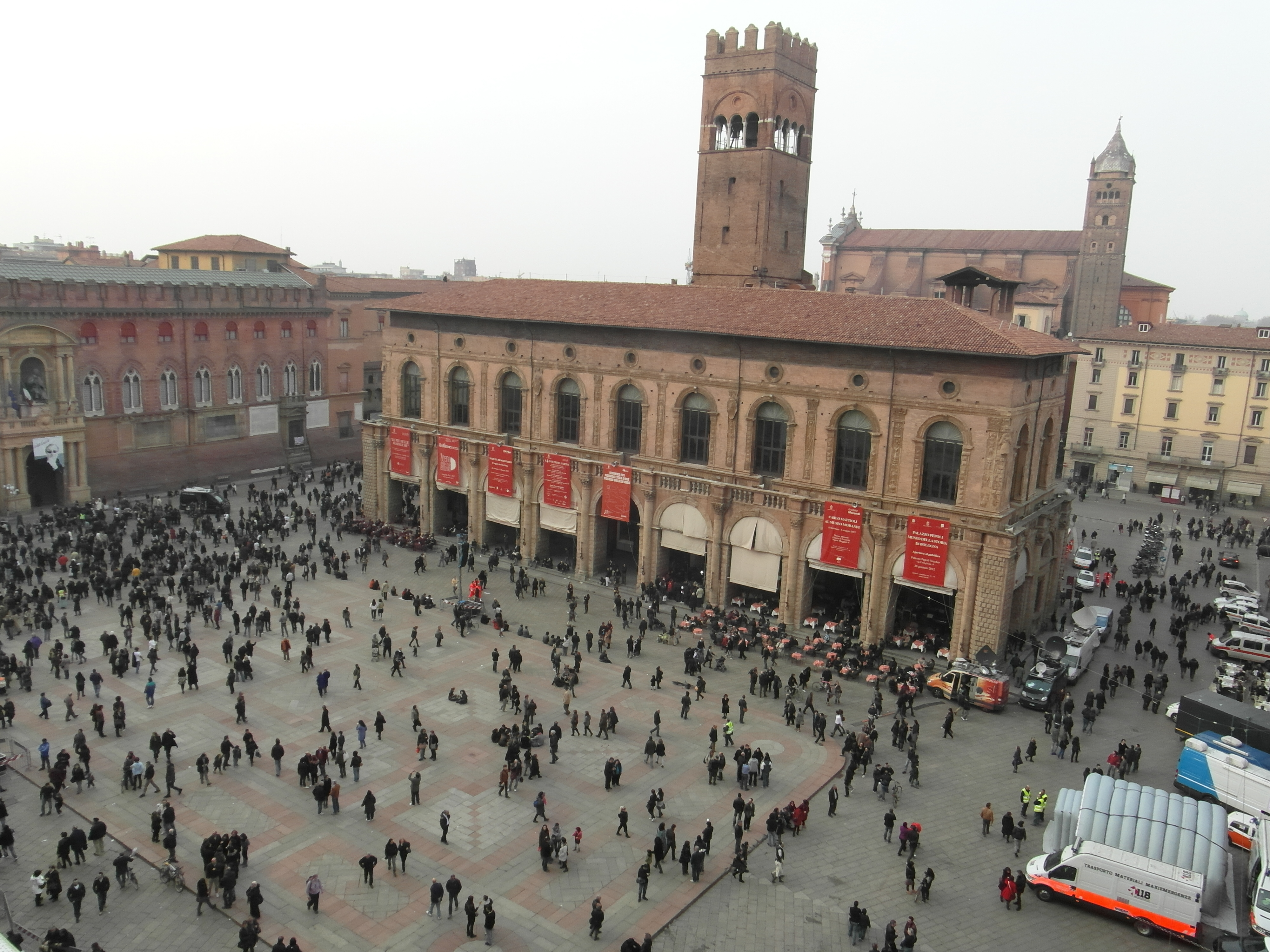
الأشخاص تتجمع في بياتسا ماجوريه في يوم جنازة دالَّا

توفي لوتشو دالَّا في الأول من مارس عام 2012 أثر إصابته بجلطة قلبية عن عمر يناهز الثمانية والستين عامًا.توفي لوتشو دالَّا قبل ثلاثة أيام من عيد ميلاده التاسع والستين في فندق في مدينة مونترو السويسرية التي قدم في عرضًا في الليلة السابقة لوفاته. تنبأ لوتشو دالَّا بوفاته في المقطع الأخير من أغنية «العزيزة» حيث قال: «بعيدًا توقف قطار، ما أجمل الصباح، حيث السماء صافية، طاب مساؤك ياروحي، الآن سأطفي الأنوار فليكن الأمر كذلك.» في الواقع توفي لوتشو في صباح اليوم الأول من مارس في فندق لايبعد سوي بضعة خطوات عن محطة مونترو للقطارات. كان رفيقه ماركو أليمانًّو أول من اكتشف خبر وفاته بعد دقائق من رحيله عن عالمنا. وكان رهبان بازيليك القديس فرنسيس الأسيزي أول من أعلن خبر الوفاة في نفس اليوم على تويتر وبالضبط في الساعة الثانية عشر وعشر دقائق، قبل نشر وكالات الأنباء للخبر. في اليوم التالي، نقل التابوت من مشرحة مدينة لوزان إلى مقر إقامته في بولونيا، الذي يوجد في شارع دا أزيليو. تم تجهيز حجرة لإلقاء نظرة الوداع عليه في ساحة قصر أكورسيو مقر بلدية بولونيا. أعلنت بلدية بولونيا وبلدية تريمتي مقر الإقامة الصيفية للوتشو دالَّا الحداد في ذلك اليوم، وأقيمت مراسم الجنازة في بازيليك سان بيترونيو في الرابع من مارس، يوم عيد ميلاده التاسع والستين، بحضور أكثر من خمسين ألف شخص. دفن رفات لوتشو دالَّا في مقبرة شيرتوزا الأثرية في بولونيا في المنطقة رقم 1971، بعد أداء طقوس الجنازة، التي بثت مباشرة على شاشات التلفزيون وفي الثالث والعشرين من أكتوبر عام 2013 تم إحراق بقايا لوتشو دالًا ودفنت في منطقة جديدة، حيث ترقد بقايا الشاعر جوزويه كاردوتشي والرسام جورجو موراندي. وقام الفنان أنتونيللو بالادينو بتصميم المقبرة الجديدة.
وعلى الفور انتشرت موجة من الذكريات التي تجمع المغنيين والفنانيين الآخرين مع لوتشو دالَّا في عالم الموسيقي والعروض حيث ذكره باولو كونتيه وفرانشيسكو جوتشيني وأنتونيلو فينديتتي وفرانشيسكو دي غريغوري والذي رفض الإدلاء بأي تصريح، منعزلًا عن الصحافة. ونعاه أيضًا فرانكو باتياتو وإيفانو فوساتي وموغول وإروس رامادزوتي وريناتو زيرو وكلاوديو باليوني وأدريانو تشيلنتانو وبينو دانيليه وأيوجينيو فيناردي وجوفانوتي وفاسكو روسي ولوتشانو ليجابويه. وليمكننا أن نغفل الدرس الخاص الذي عقده روبيرتو فيكيوني في البرنامج التلفزي «كيه تيمبو كيه فا» حيث غني وشرح نص أغنية «العام التالي». ونجد أيضًا العديد من الشخصيات المسرحية وشخصيات الثقافة الإيطالية مثل الكاتب الإيطالي داريو فو والإخوة تافياني وإيوجينيو سكالفاري وداتشا مارياني وميكيليه سيرا، ونجد أيضًا جايتانو كوريري ولوكا كاربوني وصاموئيل بيرساني وأصدقائه رون وجاني موراندي.

## التركة ومؤسسة لوتشو دالَّا

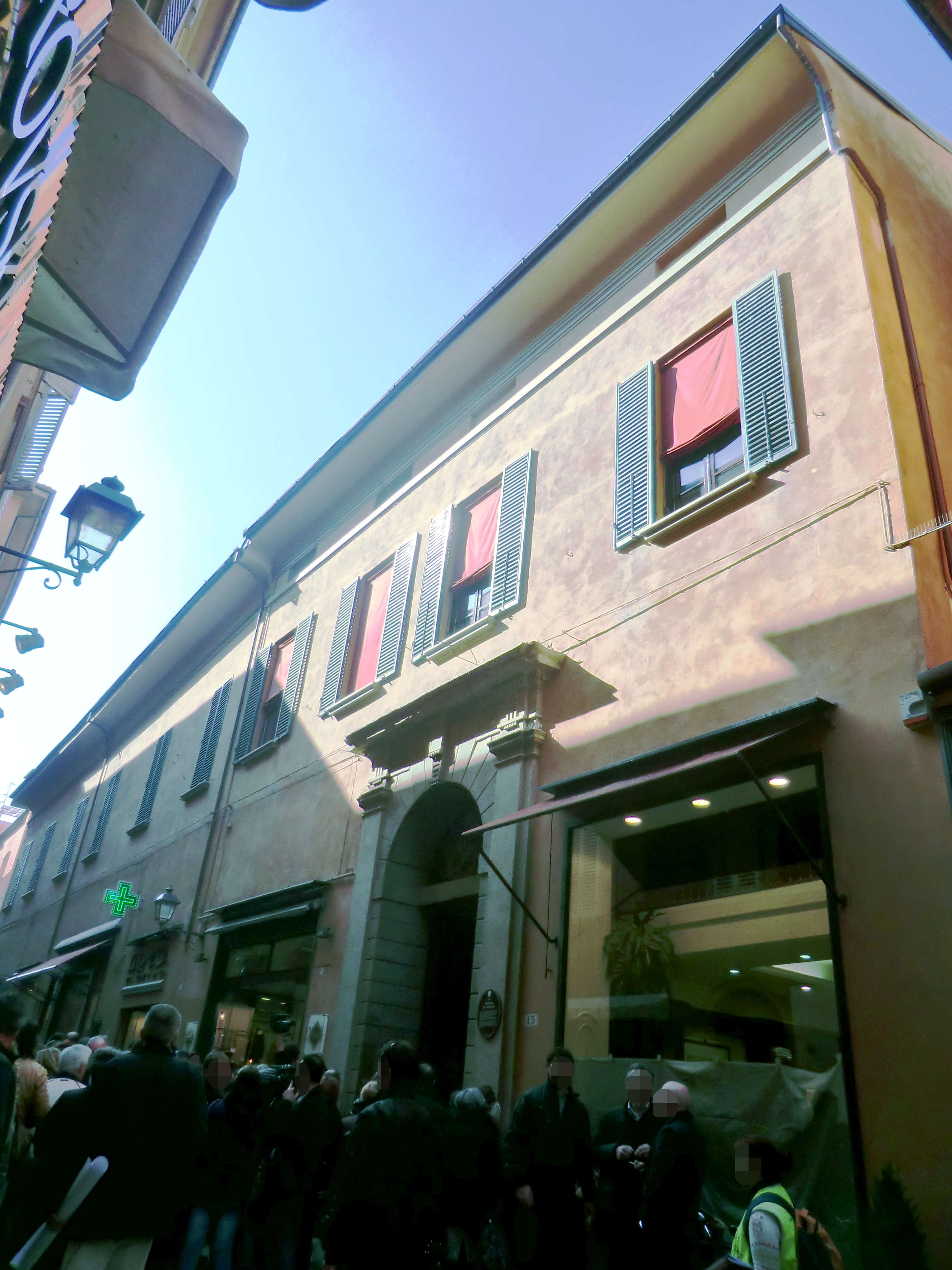
منزل لوتشو دالا

ُُقُدرت تركة لوتشو دالَّا بعد موته بحوالي 100 مليون يورو، حيث تتكون من حقوق المؤلف التي يمتلكها لتأليفه 581 أغنية والتي تسري لمدة تمتد إلى سبعين عامًا بعد وفاته، أي حتى عام 2082، ومن بيته والذي تبلغ مساحته 2400 متر مربع في شارع أتسيليو في بولونيا، ومن الفلل التي يمتلكها في صقلية وإيسولا تريميتي، وغيرها من العقارات مثل: شقته في أوربينو وبعض الأراضي في أبروتسو ويخته الذي يسمى «بريلا وبيلي» ومن الأسهم التي يمتلكها في شركتين. تحتوي شقته في بولونيا على العديد من الأعمال الفنية ذات القيمة العالية والتي تقدر قيمتها بحوالي ثلاثة ملايين يورو.
ونظرًا لأن لوتشو لم يترك وصية قبل موته، قسمت تركته بين أبناء عمه الخمسة. ولم يحصل رفيقه ماركو أليمانو والذي يقيم معه في منزله من سنوات عديدة على أي شيء لعدم وجود وصية تنص على ذلك. وبمناسبة مهرجان المسرح والغناء الذي أقيم تحت اسم جورجو غابر في شهر يوليو في عام 2012 في قلعة الكرنفال والتي توجد في فياريجو، خصصت بعض اللحظات لتذكر المغني العظيم لوتشو دالَّا، ودعت مؤسستي فابريتسيو دي أندريه وجورجو غابر الورثة إلى سرعة إنشاء مؤسسة تحمل اسم دالَّا، ووقع على الطلب 80 شخصية من رجال الثقافة الإيطالية. وفي يوليو عام 2013 قرر ورثة دالَّا بيع جزء من شقته في بولونيا لدفع نفقات الميراث. وبعد مرور عام على ذلك تم عرض فيلا ميلو في صقلية ويخت بريلا وبيلي للبيع من أجل تمويل المؤسسة المذمع إقامتها والتي ستحمل اسم دالَّا. وفي سبتمبر من نفس العام افتتح مزاد لبيع العقارات التي كان يمتلكها دالَّا، وتم تدشين موقع إلكتروني لعرض الأشياء للبيع. وفي الثلاثين من سبتمبر لم تبع أي من العقارات، حيث لم تفي أي من العروض الفردية بالمطلوب، غير أنه تم بيع اليخت لرجل أعمال من نابولي.
وبعد مرور عامين على وفاة دالًّا، وفي السادس والعشرين من فبراير لعام 2014، تم افتتاح مؤسسته والتي أصبحت مؤسسة رسمية في الرابع من مارس لنفس العام. واتخذت المؤسسة من شقة دالَّا في بولونيا مقرًا لها واتخذت من تقييم خبرته وتراثه الثقافي هدفًا لها.

## التعاون مع الفنانين الآخرين
اشترك لوتشو دالَّا بالغناء مع العديد من الفنانين طوال حياته المهنية، سواء على المستوي الدولي أو المحلي. وهنا سنعرض بعض أهم مشاركاته الغنائية، باستثناء الجولات الشهيرة التي قام بها في السبعينات والثمانينيات مع فرانشيسكو دي غريغوري وجاني موراندي. فمن الدويتو مع ميشيل بيتروتشاني وراي تشارلز إلى المشاركة مع بافاروتي والأصدقاء، بما في ذلك التعاون الجديد مع موراندي خلال جولته في الولايات المتحدة الأمريكية. يجدر بالذكر الإشارة إلى مشاركاته الغنائية في العديد من حفلات الجاز التي أقيمت خلال الثمانينات مع فرقة دكتور ديكسي لموسيقي الجاز.

## لوتشو دالَّا والفنون
خلال حياته المهنية الطويلة والتي بلغت 50 عامًا، اشترك لوتشو دالَّا في العديد من الأنشطة الفنية الأخرى مثل: الرسم، والكتابة، والتلفزيون ولا سيما الأعمال السينمائية. حيث شارك في العديد من الأفلام والمسرحيات الغنائية. قدم لوتشو أيضًا العديد من البرامج التلفزيونية، فضلًا عن كتابته للقصص والنصوص الجامعية. في الواقع حاضر لوتشو ولمدة عشر سنوات في كلية علم الاجتماع في جامعة أوربينو كارلوبو. ظهر شغفه بالفنون التصويرية عند افتتاحه لمعرض في بولونيا في شارع كولتيللي. وكان الهدف من وراء افتتاحه لهذا المعرض إعطاء مساحة للفنانين الناشئين والمغمورين.

## ألبوماته
تحتوي مكتبة ألبومات لوتشو دالَّا على 22 ألبوم تم تسجيلها في الاستوديو لتوزع في إيطاليا، وتسع ألبومات حية، والعديد من الألبومات التجميعية والألبومات التي تستهدف السوق الخارجي. سجل لوتشو أول أغنية له بمفرده في عام 1964، حيث سجل أسطوانة فونوغراف بعنوان «إنها ليست لي، ولكن هذه الليلة».

## مشاركاته السينمائية
شارك لوتشو كفنان في 17 فيلمًا، وشارك في تأليف موسيقي 12 فيلمًا أخرين، كما شارك في الموسيقي التصويرية لعدد من الأفلام ببعض أغانيه.

## وصلات خارجية
- "معلومات عن تسجيلات لوتشو دالا". مؤرشف من الأصل في 2007-11-17.
- لوتشو دالا على موقع IMDb (الإنجليزية)
- لوتشو دالا على موقع مونزينجر (الألمانية)
- لوتشو دالا على موقع ألو سيني (الفرنسية)
- لوتشو دالا على موقع ميوزك برينز (الإنجليزية)
- لوتشو دالا على موقع أول موفي (الإنجليزية)
- لوتشو دالا على موقع قاعدة بيانات برودواي على الإنترنت (الإنجليزية)
- لوتشو دالا على موقع قاعدة بيانات الأفلام السويدية (السويدية)
- لوتشو دالا على موقع أول ميوزيك (الإنجليزية)
- لوتشو دالا على موقع ديسكوغز (الإنجليزية)
- لوتشو دالا على موقع قاعدة بيانات الفيلم (الإنجليزية)